# برنار استورا
برنار استورا (فرانسوی: Bernard Stora‎؛ زادهٔ ۲۲ نوامبر ۱۹۴۲) کارگردان فیلم و فیلم‌نامه‌نویس اهل فرانسه است.
از فیلم‌ها یا مجموعه‌های تلویزیونی که وی در آن‌ها نقش داشته‌است، می‌توان به سیل، غریبه‌ای در خانه، شارل کبیر و قاضی اشاره نمود.